# Lèba
Lèba est une localité située dans le département de Kampti de la province du Poni dans la région Sud-Ouest au Burkina Faso.

## Géographie
Lèba est situé à environ 12 km au sud-ouest du centre de Kampti, le chef-lieu du département, et à 6 km à l'est d'Irinao.

## Santé et éducation
Le centre de soins le plus proche de Lèba est le centre de santé et de promotion sociale (CSPS) d'Irinao tandis que le centre médical est à Kampti et que le centre hospitalier régional (CHR) de la province se trouve à Gaoua.